# Franz Xaver Weninger

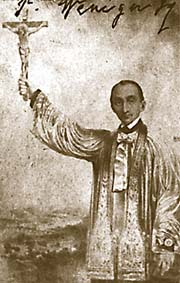
Pater Franz Xaver Weninger um 1850

Franz Xaver Weninger (* 31. Oktober 1805 auf Schloss Wildhaus, Untersteiermark, Österreich (heute zur Ortschaft Selnica ob Dravi in Slowenien gehörig); † 29. Juni 1888 in Cincinnati, Ohio, USA) war ein österreichischer Jesuit, geistlicher Schriftsteller und Volksmissionar, der hauptsächlich unter den deutschsprachigen Immigranten in den USA wirkte.

## Leben und Wirken

### Jugend
Franz Xaver Weninger wurde geboren auf Schloss Wildhaus an der Drau (slow.: Dvorec Viltuš), in der Untersteiermark. Seine Mutter war adelig, wodurch die Familie Kontakte zum österreichischen Kaiserhof besaß. Er wuchs großteils in Wien auf und besuchte dort das Gymnasium. Ursprünglich strebte der junge Mann eine Militärkarriere an, sein Vater entschied jedoch, dass er Pharmazie studieren sollte und schickte ihn zur Ausbildung in eine Apotheke nach Laibach. Weninger genoss die Protektion von Kaiserin Karoline von Österreich. Sie ermöglichte ihm ein Studium an der Universität Wien und verschaffte ihm die Aufnahme im sogenannten „Klinkowstöm Institut“, einem renommierten, dezidiert katholisch geprägten Schulkonvikt. Der Heimleiter Friedrich August von Klinkowström (1778–1835) war Konvertit und gehörte dem Kreis um den Heiligen Klemens Maria Hofbauer an.

### Weltpriester
Mit 17 Jahren entschloss sich Franz Xaver Weninger zum geistlichen Beruf und studierte Philosophie und Theologie. 1828 erhielt er die Priesterweihe, 1829 erwarb er einen Doktorgrad in Theologie an der Universität Graz. Am dortigen Diözesanseminar unterrichtete er einige Jahre Dogmatik. Außerdem wirkte er als Hofkaplan beim Apostolischen Nuntius in Wien.

### Jesuit
Nachdem sein jüngerer Bruder Alexander Weninger Jesuit geworden war, trat auch Franz Xaver Weninger am 31. Oktober 1832 in die Gesellschaft Jesu ein. Er wirkte zunächst in Österreich und Deutschland. Zu dieser Zeit war er Beichtvater der im steirischen Mureck lebenden Herzogin Maria Karolina von Berry, Schwiegertochter des letzten französischen Königs Karl X. Nach dem Revolutionsjahr 1848 begab sich Weninger zu den Jesuiten in die USA.

### Amerikamissionar
Weninger kam 1848 in New York an und hielt in der Dreifaltigkeitskirche von Williamsburg (Brooklyn) seine erste englische Predigt. Von nun an war Pater Weninger in Nordamerika und Kanada als Volksmissionar unterwegs, seine Predigten hielt er je nach Gemeinde in Deutsch, Englisch oder Französisch; besonders kümmerte er sich um die deutschsprachigen Immigranten. Während seiner Tätigkeit in den USA organisierte er über 1.000 mehrtägige Volksmissionen, allein im Verlauf des Jahres 1854 soll er etwa 1.000 Predigten an verschiedenen Orten gehalten haben. 
Er eignete sich Kenntnisse von Land und Leuten an und avancierte zum Experten für die dortigen Missionsbedürfnisse. Deshalb beauftragten ihn die österreichische Leopoldinenstiftung und der bayerische Ludwig-Missionsverein, die von ihnen finanziell unterstützten Gemeinden in den USA zu besuchen und über die dortigen Verhältnisse und Projekte Bericht zu erstatten. Aus dieser Tätigkeit erwuchsen Pater Weningers Missionsberichte an beide Organisationen, die ein buntes Bild der damaligen Verhältnisse unter den Einwanderern bieten und kulturhistorisch von bleibendem Wert sind. Sie wurden seinerzeit in vielen Zeitschriften publiziert.
Franz Xaver Weninger verfasste mehr als 60 Schriften. Zuweilen komponierte er auch Kirchenlieder. 1881 nahm Weninger in Cartagena, Kolumbien an der Erhebung und Untersuchung der Gebeine des Sklavenmissionars Petrus Claver (1580–1654) teil, der wenige Jahre danach heiliggesprochen wurde. Weninger entwickelte eine große Verehrung für Claver, der sich selbst als „Sklave der Neger“ bezeichnet hatte. Er förderte dessen Kanonisierung und nahm sich mit besonderem Eifer der gesellschaftlich benachteiligten, farbigen Katholiken an.
Von 1882 bis zu seinem Tode 1888 lebte Weninger in Cincinnati, Ohio, wo er auch verstarb. Ein zeitgenössischer Nachruf bezeichnete ihn als den „Apostel der Deutschen in Amerika“.